# Marek Sobieski (starosta krasnostawski)
Marek Sobieski herbu Janina (ur. 24 maja 1628 w Złoczowie, zm. 3 czerwca 1652 pod Batohem) – polski magnat, starosta jaworowski i krasnostawski, starosta szczurowiecki, rotmistrz wojsk koronnych.
Był najstarszym synem Jakuba Sobieskiego i jego drugiej żony Teofili z Daniłowiczów, bratem króla Jana III Sobieskiego. Nie założył rodziny. Chorował na ospę.

## Edukacja
Początkowe nauki Marek Sobieski pobierał zapewne w domu rodzinnym. 29 października 1639 r. ojciec uzyskał zgodę królewską na scedowanie mu starostwa jaworowskiego. W 1640 r. opatrzony ojcowską instrukcją, pod opieką Pawła Orchowskiego, udał się Marek Sobieski wraz z bratem Janem do Krakowa, gdzie do marca 1643 r. uczył się w Szkołach Nowodworskich, a od półrocza letniego tego roku studiował na Uniwersytecie Krakowskim. 29 kwietnia 1642 r. wygłosił w imieniu ojca mowę na pogrzebie biskupa krakowskiego Jakuba Zadzika. Już jako student w czerwcu 1643 r. brał udział w uroczystości przeniesienia Szkół Nowodworskich do nowej siedziby naprzeciw kościoła św. Anny i wygłosił mowę na cześć obecnego przy tym akcie Władysława IV Wazy (Oratio graciarum netoria....). W 1644 r. objął z cesji ojca starostwo krasnostawskie, przekazując jaworowskie bratu Janowi. W lutym 1646 r. wraz z bratem Janem, wyjechał za granicę, by kontynuować tam naukę stosownie do przygotowanej przez ojca instrukcji. Ochmistrzem dworu młodych Sobieskich i zarazem autorem diariusza ich podróży był Sebastian Gawarecki. Przez Niemcy i Niderlandy dotarł Sobieski do Paryża, gdzie odbywał prywatne studia (czerwiec 1646 – maj 1647). Oprócz pogłębiania znajomości języków i przedmiotów humanistycznych odbywał ćwiczenia rycerskie (szermierka, jazda konna). Bracia odbyli następnie objazd Francji (maj – październik 1647 r.) i odwiedzili Anglię (październik – listopad 1647 r.), następnie udali się do Niderlandów (Zjednoczonych Prowincji), gdzie poznawali sztukę fortyfikacyjną. W połowie czerwca 1648 r. otrzymali listy od Matki Teofili wzywające ich do powrotu do domu w związku z niepokojącą sytuacją na południowych kresach Rzeczypospolitej; w końcu września 1648 r. dotarli do Zamościa.

## Kariera polityczna i wojskowa 1648–1651
Marek Sobieski wziął udział w elekcji Jana Kazimierza. Sufragia podpisał z wojewodą ruskim. Natychmiast też przystąpił, wraz z bratem Janem, do zaciągania własnych chorągwi, stawiając się pod komendę wojewody ruskiego, księcia Jeremiego Wiśniowieckiego (100-konna rota husarska Marka Sobieskiego była w kompucie koronnym od I kwartału 1649). Uczestniczył w uroczystościach z okazji koronacji Jana Kazimierza, był posłem sejmiku warszawskiego województwa ruskiego na sejm koronacyjny 1649 roku. W 1649 r. na czele swojej chorągwi, która wchodziła wówczas w skład dywizji podczaszego koronnego Mikołaja Ostroroga, brał udział w obronie Zbaraża (lipiec-sierpień 1649), uczestniczył w wielu wycieczkach na pozycje kozackie. 13 lipca 1649 r. odznaczył się przy powstrzymywaniu szturmu kozackiego na wały zbaraskie. Swą postawą zdobył znaczną popularność w wojsku i poparcie Jeremiego Wiśniowieckiego. 22 listopada 1649 r. zebrane w kole rycerskim pod Lwowem wojsko poleciło swym posłom na Sejm, aby upomnieli się o nagrodę dla niego.
Poseł na sejm 1649/1650 roku z sejmiku wiszeńskiego województwa ruskiego. W 1650 r. służył pod rozkazami Jeremiego Wiśniowieckiego, pod Kamieńcem Podolskim we wrześniu tego roku przejściowo zastępował go w dowodzeniu pułkiem. Po zakończeniu walk pod Kamieńcem Podolskim odesłał chorągiew na leża zimowe. Po raz kolejny reprezentował województwo ruskie na sejmie w końcu 1650 roku. W ramach przygotowań do zimowo wiosennej kampanii hetmana Marcina Kalinowskiego zaciągnął dodatkowo chorągiew kozacką (w kompucie koronnym od I kwartału 1650). Na kampanię przeciw Kozakom stawił się pod Winnicą dopiero 19 marca 1651 r. W walkach z pułkiem Iwana Bohuna stracił tabory swej chorągwi. Był już w tym czasie dowódcą pułku jazdy. Gdy wojsko dotarło do Baru (24 marca 1651 r.) hetman Kalinowski skierował chorągwie na kwatery; pułk Sobieskiego wraz z pułkiem Wiśniowieckiego został rozłożony w Stanisławowie i sąsiednich wioskach. W kwietniu ruszył Sobieski ze swym pułkiem pod Kamieniec Podolski, który miał dać oparcie siłom hetmana Kalinowskiego. Pod Kamieńcem Podolskim stanął 22 kwietnia 1651 r., lecz wkrótce, obawiając się utraty łączności z głównymi siłami kasztelana krakowskiego Mikołaja Potockiego, ruszył na Husiatyn (7 maja 1651). Uczestniczył w bitwie z Kozakami pod Kopyczyńcami (12 maja 1651). Do obozu wojsk koronnych pod Sokalem stawił się 22 maja 1651 r. Według nowego podziału na pułki, dwie z jego chorągwi weszły w skład pułku Mikołaja Potockiego. Sobieski wyróżnił się podczas bitwy pod Beresteczkiem (28–30 czerwca 1651); w nagrodę otrzymał jako łup wojenny szablę po Tuhaj-beju. Brał następnie udział w kampanii białocerkiewskiej, w bitwie pod Białą Cerkwią (23 listopada 1651 r.) walczył pod komendą Stefana Czarnieckiego, dowodzącego pułkiem Mikołaja Potockiego. 28 listopada 1651 r. po bitwie, zgodnie z umową z Kozakami, został oddany Kozakom, jako jeden z dwóch zakładników na okres pobytu w polskim obozie Bohdana Chmielnickiego, który przybył w celu zaprzysiężenia wynegocjowanego traktatu.

## Kampania wiosenna 1652
Wiosną 1652 r. przebywając wraz z chorągwią na leżach, na rozkaz hetmana Kalinowskiego brał Sobieski udział w pacyfikowaniu buntów chłopskich i kozackich w Bracławskiem. Do obozu pod Batohem przybył prawdopodobnie 1 czerwca 1652 r.; jego obie chorągwie znajdowały się już w obozie. 2 czerwca 1652 r. wraz z kasztelanem czernihowskim Janem Odrzywolskim podczas bitwy pod Batohem na czele kilku chorągwi odpierał ataki Ordy. W chwili zatargu części chorągwi z hetmanem Kalinowskim był przy jego osobie i dostał się do niewoli tatarskiej. 3 czerwca 1652 r. został ścięty z większością polskich jeńców na rozkaz Bohdana Chmielnickiego. W wyniku intensywnych zabiegów jego zwłoki, wykupione przez matkę, zostały pochowane tymczasowo w kolegiacie w Żółkwi.
We wrześniu 1655 r. trumnę przeniesiono do ufundowanego przez Teofilę Sobieską kościoła dominikanów i umieszczono w krypcie pod ołtarzem kaplicy św. Dominika, a na ścianie wmurowano epitafium z portretem Sobieskiego. Na polecenie Jana III został Marek Sobieski upamiętniony nagrobkiem z czarnego marmuru z rzeźbami i elementami ornamentacyjnymi z białego stiuku, dłuta Andrzeja Schlutera, z portretem zmarłego w medalionie. W 1946 r. dominikanie, wyjeżdżając z Żółkwi do Lublina, wywieźli szczątki Sobieskiego i jego matki, które następnie przewieziono do krakowskiego kościoła dominikanów. 2 listopada 1983, podczas uroczystych obchodów bitwy wiedeńskiej, odbył się w kaplicy Matki Bożej powtórny pogrzeb Sobieskiego i jego matki.

## W literaturze i sztuce
Postać Sobieskiego wprowadził Henryk Sienkiewicz do powieści Ogniem i mieczem (1884), występuje on także w widowisku Antoniego Euzebiusza Halickiego Z żaka król (1936). Jest także jednym z głównych bohaterów powieści Bohun autorstwa Jacka Komudy, opowiadającej o największej klęsce wojska Rzeczypospolitej pod Batohem w 1652 roku.